# موتوكو كوماي
موتوكو كوماي (くまいもとこ كوماي موتوكو, الكتابة السابقة لاسمها:熊井統子) هي مؤدية أصوات يابانية ولدت في 8 سبتمبر 1970 في طوكيو.

## أدوارها في الأنمي

### مسلسلات أنمي تلفزيونية
- كاراكوريزوشي أياتسوري ساكون - أوكون
- هنتر x هنتر (2011) - كاناريا
- بي بليد - منصور
- بي بليد ج3 - منصور
- كارد كابتور ساكورا - لي شاوران
- كارد كابتور ساكورا: بطاقات كلير - لي شاوران
- شعلة ريكا - كاورو كوغاني
- سبايدر رايدرز - هانتر ستيل
- بلاك كات - تيم
- MÄR - غينتا توراميزو
- زعيم المحاربين - تشوكولاف
- سول إيتر - ريوكو
- X - ناتاكو
- المقيم الأبدي - كاواكامي رينزو
- ناتسو نو أراشي - رجل النظارات الشمسية (أيام الطفولة)
- ميجر - غورو هوندا/غورو شيغينو (الموسم الأول)
- ميجر سكند - غورو شيغينو (أيام الطفولة)
- كاتاناغاتاري - ياسوري شيتشيكا (أيام الطفولة)
- أميرة القناديل - بانبا
- ستيتش! - يونا
- طريق السلام - هاني
- مغامرة جوجو الغريبة: ستارداست كروسيدرز - بوينغو
- بوكيمون - تومي ("مراجهة في مدينة بيوتر"), تومي ("فتى الكانغاسخان"), مالاكي
- بوكيمون إكس/واي - نيني
- غيغيغي نو كيتارو (2018) - جيرومارو
- يوغي ZEXAL - كودي كالوس
- أبطال الديجيتال الجزء الأول - طحلوب

### أوفا أنمي
- سينت سيا: ذا لوست كانفاس - أتورا

### أفلام أنمي
- فيلم ناروتو شيبودن: الروابط - أمارو
- كارد كابتور ساكورا: ذا موفي - لي شاوران
- كارد كابتور ساكورا ذا موفي: ذا سيلد كارد - لي شاوران

## أدوارها في ألعاب الفيديو
- جاي-ستارز فيكتوري فيرسيس - يامادا تارو
- X: القرار المصيري - ناتاكو

## أدوارها في الدبلجة اليابانية
- ترانسفورمرز: برايم - راف إسكيفيل
- سبيس جام - مايكل جوردان (أيام الطفولة)
- ماي ليتل بوني: فرندشيب إز ماجيك - سبايك

## وصلات خارجية
- موتوكو كوماي على موقع IMDb (الإنجليزية)
- موتوكو كوماي على موقع ميوزك برينز (الإنجليزية)
- موتوكو كوماي على موقع قاعدة بيانات الفيلم (الإنجليزية)
- موتوكو كوماي على موقع ANN person (الإنجليزية)